# Kyle Hamilton (Footballspieler)
Kyle Hamilton (geboren am 16. März 2001 auf Kreta in Griechenland) ist ein US-amerikanischer American-Football-Spieler auf der Position des Safeties. Er spielte College Football für die Notre Dame Fighting Irish und wurde im NFL Draft 2022 in der ersten Runde von den Baltimore Ravens ausgewählt.

## College
Hamilton wurde auf der griechischen Insel Kreta geboren, als sein Vater Derrick Hamilton, ein professioneller Basketballspieler, für Iraklio BC spielte. Seit er drei Jahre alt ist, lebt Hamilton in den Vereinigten Staaten. Er wuchs im Großraum Atlanta in Georgia auf und besuchte die Highschool in Brookhaven, wo er erfolgreich Basketball und Football als Wide Receiver und als Safety spielte.
Ab 2019 ging Hamilton auf die University of Notre Dame und spielte als Safety College Football für die Notre Dame Fighting Irish. Als Freshman war er Ergänzungsspieler hinter Jalen Elliott und Alohi Gilman. Bei seinem ersten defensiven Snap in einem Heimspiel der Fighting Irish gelang ihm ein Pick Six gegen die New Mexico Lobos. Insgesamt verzeichnete er in seiner ersten College-Saison vier Interceptions und sechs abgewehrte Pässe. In seinem zweiten Jahr für Notre Dame wurde Hamilton Stammspieler, er fing eine Interception und verteidigte sechs Pässe. Er wurde in das All-Star-Team der Atlantic Coast Conference (ACC) 2020 gewählt. Beim 41:38-Sieg nach Overtime gegen die Florida State Seminoles am ersten Spieltag der Saison 2021 war Hamilton für zwei Interceptions verantwortlich. Er kam 2021 wegen einer Knieverletzung nur in sieben Partien zum Einsatz, im Dezember gab er seine Anmeldung für den NFL Draft 2022 bekannt.

## NFL
Im NFL Draft 2022 wurde Hamilton an 14. Stelle von den Baltimore Ravens ausgewählt. Als Rookie nahm er hinter Marcus Williams und Chuck Clark zunächst keine Rolle als Stammspieler auf der Safety-Position ein, sondern wurde vorwiegend als Verteidiger im Slot eingesetzt. Dabei gelangen im 62 Tackles, zwei Sacks und fünf abgewehrte Pässe. Durch den Abgang von Clark rückte Hamilton für seine zweite NFL-Saison in die Stammformation auf. Am 16. Spieltag der Saison 2023 wurde er als AFC Defensive Player of the Week ausgezeichnet, als er beim Sieg gegen die San Francisco 49ers zwei Interceptions von Brock Purdy fing und fünf Tackles setzte. Hamilton erzielte 81 Tackles, davon zehn für Raumverlust, sowie drei Sacks, vier Interceptions – darunter ein Pick Six – dreizehn abgewehrte Pässe und einen erzwungenen Fumble. Er wurde in den Pro Bowl sowie zum first-team All-Pro gewählt.

### NFL-Statistiken
| Saison                             | Saison | Spiele | Spiele      | Tackles | Tackles | Tackles | Tackles | Interceptions | Interceptions | Interceptions | Interceptions | Interceptions | Fumbles | Fumbles | Fumbles |
| Jahr                               | Team   | Spiele | als Starter | Gesamt  | Solo    | Ast     | Sacks   | PD            | INT           | Yds           | Lng           | TD            | FF      | FR      | TD      |
| ---------------------------------- | ------ | ------ | ----------- | ------- | ------- | ------- | ------- | ------------- | ------------- | ------------- | ------------- | ------------- | ------- | ------- | ------- |
| 2022                               | BAL    | 16     | 4           | 62      | 46      | 16      | 2,0     | 5             | 0             | 0             | 0             | 0             | 1       | 0       | 0       |
| 2023                               | BAL    | 15     | 15          | 81      | 63      | 18      | 3,0     | 13            | 4             | 25            | 18            | 1             | 1       | 0       | 0       |
| 2024                               | BAL    | 17     | 17          | 107     | 77      | 30      | 2,0     | 9             | 1             | 0             | 0             | 0             | 2       | 1       | 0       |
| Gesamt                             | Gesamt | 48     | 36          | 250     | 186     | 64      | 7,0     | 27            | 5             | 25            | 18            | 0             | 4       | 1       | 0       |
| Quelle: pro-football-reference.com |        |        |             |         |         |         |         |               |               |               |               |               |         |         |         |